# 酒井蘭
酒井 蘭（さかい らん、1993年3月13日 - ）は、日本の元タレント、元女優である。東京都北区
出身。最終所属はジャストプロ。

## 略歴
- 2008年
  - 4月、都立大山高校に入学。
- 2009年
  - 高校2年生の春、雑誌『B.L.T.』にて行われた「B.L.T.アイドルカレッジ2期生募集オーディション」にて、一般応募、約1,000人の中から合格した。
  - 1学期中に大山高校を退学。
  - 7月24日、B.L.Tアイドルカレッジ2期生（アイドルグループ）としてデビュー。
  - 12月30日、グループを卒業。
- 2010年
  - 7月3日、Survive-ZERO（ダンスアイドルグループ）に新メンバーとして加入。
  - 10月、グラビアアイドルとしての活動を開始。「ミスFLASH2011」のセミファイナリスト、ファイナリスト。人気ランキングでは常に上位をキープしていたが惜しくもグランプリを逃した。
- 2011年
  - 4月、「日テレジェニック2011」のファイナリスト。準グランプリ、製作委員会特別賞を受賞。
  - 8月28日、「TOKYO IDOL FESTIVAL2011」にてSurvive-ZEROを卒業。
- 2012年
  - 9月1日、株式会社ピアラのマネジメント部門、 PIALA MODELSに所属したことを自身のブログにて発表[1]。
  - 9月2日、ミュージカル「らき☆すた≒おん☆すて」（9月20日 - 30日）の主演・泉こなた役を演じることが発表される[2][3]。
  - 12月、アニメ「けいおん!」の劇中歌「U&I」をj-pad girlsにてカバーする事が決定。YouTubeやiTunes Storeなどで配信中。
- 2013年
  - 4月、ミスヤングチャンピオン2014にエントリー。ファイナリスト。
  - 5月、公演アニメ「ロボティクス・ノーツ」の舞台版 大徳淳和役として出演。
  - 11月、公演舞台「戦国BASARA3宴弐」いつき役として出演。
- 2014年
  - 8月、公演アニメ「ハマトラ」の舞台版コネコ役として出演[4]。
- 2015年
  - 3月31日、株式会社ピアラのマネジメント部門、PIALA MODELSが休業したため2月末日で事務所を辞めた事を自身のブログにて発表。
  - 4月、公演舞台「龍が如く」遥役として出演[5]。
  - 9月1日、ジャストプロに所属したことをブログにて発表[6]。
- 2017年
  - 9月7日、一般男性と婚約したことをブログにて発表[7]。
  - 10月13日、舞台「けものフレンズ」の再演から降板[8]。代役は野口真緒が務める[8]。
  - 12月4日、第1子妊娠を報告[9]。
  - 結婚を機にしばらくの間は家庭を重視し、芸能活動は控えていた。
- 2018年
  - 4月14日、第1子女児を出産[10]。
  - 9月30日、家庭に専念するため同日付で芸能界を引退することを明らかにした[11]。
- 2022年
  - 6月15日、前日14日に第2子女児を出産[12]。

## 人物
- 3人姉弟の真ん中。次女。本人は、2番目だが末っ子育ちと言っている。
- 趣味は映画鑑賞、ディズニー。特技は和太鼓、球技全般。好きな食べ物は、納豆ご飯。チャームポイントは、誰にも負けない童顔と声。
- 小学校の時にドッジボールを習っていて、全国大会で優勝したことがある。
- 中学校では、バレーボール部に所属。ポジションはセッター。中学は、元AKB48、現JKT48の仲川遥香と同じ学校に通っていた。同じバレーボール部に所属し、よく姉妹に間違えられていたほど仲が良い。
- 高校では、サッカー部のマネージャー兼部員として活動。
- 専門学校では、ビューティセラピスト専攻を選択。
- 憧れのタレントは堺雅人。
- 舞台などでは実年齢よりも年齢が若い役を演じる事が多く、最高で年齢22歳にして9歳の役を演じた事があり、話題となった。

## 作品

### 映像作品
- ピュア・スマイル 酒井蘭（2011年7月29日、竹書房、監督：中北直）
- 天真蘭漫（2011年11月23日、イーネット・フロンティア、監督：加納典譲）
- 百花繚蘭（2013年1月24日、イーネット・フロンティア、監督：嶋公浩）
- OVER 豪華絢蘭（2013年7月31日、アクアハウス、監督：中北直）

## 出演

### テレビ
- アイドルの穴2011〜日テレジェニックを探せ!〜（2011年、日本テレビ） - レギュラー
- ヒルナンデス!（2011年、日本テレビ）
- Anime-TV（2012年9月17日、TOKYO MX）
- ジャパコンTV（2012年9月21日、BSフジ）
- ミュージックドラゴン〜朗読少女〜（2013年6月21日、日本テレビ）
- ブラックミリオン（2013年、テレビ東京）
- ゴッドタン（2013年、テレビ東京）
- 徳光和夫の感動再会"逢いたい"SP（2014年、TBS）
- 有吉ジャポン（2015年、TBSテレビ）
- ゴッドタン（2017年、テレビ東京）

### ラジオ
- まだまだゴチャ・まぜっ!〜集まれヤンヤン〜（2012年11月3日 - 2013年4月13日、MBSラジオ）
- ラジオ鷲宮 大晦日サプライズ放送（2012年12月31日、ラジオ鷲宮）

### 舞台
- らき☆すた≒おん☆すて（2012年9月20日 - 30日、シアターGロッソ） - 主演・泉こなた 役
- ROBOTICS;NOTES（2013年5月3日 - 12日、全労済ホール スペース・ゼロ） - 大徳淳和 役
- 戦国BASARA3宴弐（2013年11月1日 - 10日、東京ドームシティホール/11月15日 - 17日、中日劇場/11月22日 - 24日、メルパルク大阪） - いつき 役
- ハマトラ THE STAGE-CROSSING TIME-（2014年8月16日 - 24日、俳優座劇場） - コネコ 役
- 龍が如く（2015年4月24日 - 29日、赤坂ACTシアター） - 遥 役
- 舞台 増田こうすけ劇場 ギャグマンガ日和 デラックス風味（2016年4月6日 - 10日、AiiA 2.5 Theater Tokyo） - ラーメンの精 役
- ミュージカル バックホーム（2016年7月8日 - 18日、SPACE 梟門） - 佐藤あやか 役
- 問題のない私たち（2016年8月16日 - 21日 、シアターグリーンBIG TREE THEATER） - 主演・笹岡澪 役（トリプルキャスト）
- おそ松さん on STAGE 〜SIX MEN’S SHOW TIME〜（2016年9月 - 10月、シアタードラマシティ / Zeppブルーシアター六本木） - ヒロイン・トト子 役
- 昭和文学演劇集 第五弾 孤島の鬼〜咲きにほふ花は炎のやうに〜（2017年1月8日 - 12日、赤坂RED THEATER）- 木崎初代・秀 役
- ミュージカル　雪のプリンセス（2017年4月5日 - 9日、全労済ホール スペースゼロ）- コユキ 役
- ネルケプランニング 舞台「けものフレンズ」（2017年6月14日 - 18日、品川プリンスホテルクラブeX） - ホワイトタイガー / サーベルタイガー役[13]

### CM
- らき☆すた≒おん☆すて TVCM（2012年）
- コンプティーク TVCM（2012年9月）
- ハマトラ THE STAGE-CROSSING TIME- TVCM（2014年）

### ネット配信
- イジリー岡田のグラビアわっしょい（2013年1月26日、アメーバスタジオ）

## 書籍

### 雑誌
- B.L.T.（東京ニュース通信社）
- 週刊アスキー（アスキー・メディアワークス）
- BOMB（学研パブリッシング）
- FLASH（光文社）
- コンプティーク（2012年 - 、角川グループパブリッシング）
- コンプエース（2012年 - 、角川グループパブリッシング）
- ヤングチャンピオン烈（2013年、秋田書店）